# Callopsylla gypaetina
Callopsylla gypaetina är en loppart som beskrevs av Peus 1978. Callopsylla gypaetina ingår i släktet Callopsylla och familjen fågelloppor. Inga underarter finns listade i Catalogue of Life.